# Những cô nàng ở Avignon
Những cô nàng ở Avignon (tên gốc: Les Demoiselles d'Avignon, tiếng Anh: The Young Ladies of Avignon, nhan đề gốc Nhà thổ Avignon, The Brothel of Avignon) là tác phẩm tranh sơn dầu năm 1907 của họa sĩ người Tây Ban Nha, Pablo Picasso (1881–1973). Bức tranh phác họa năm cô gái mại dâm khỏa thân trong một nhà thổ tại Carrer d'Avinyó (phố Avignon), thành phố Barcelona. 
Bức họa Những cô nàng ở Avignon của Pablo Picasso tạo nền tảng và đi tiên phong trong việc khởi xướng Chủ nghĩa Lập thể (tiếng Anh là Cubism). Ý tưởng của bức họa này đến từ các tác phẩm nghệ thuật ông đã tiếp xúc và quan sát trong giai đoạn trước đấy, cụ thể là khi ông quan sát các tác phẩm nghệ thuật Châu Phi ở bảo tàng Cung điện Trocadéro (tiếng Pháp là Palais du Trocadéro) .